# Klaus Wittmann (General)

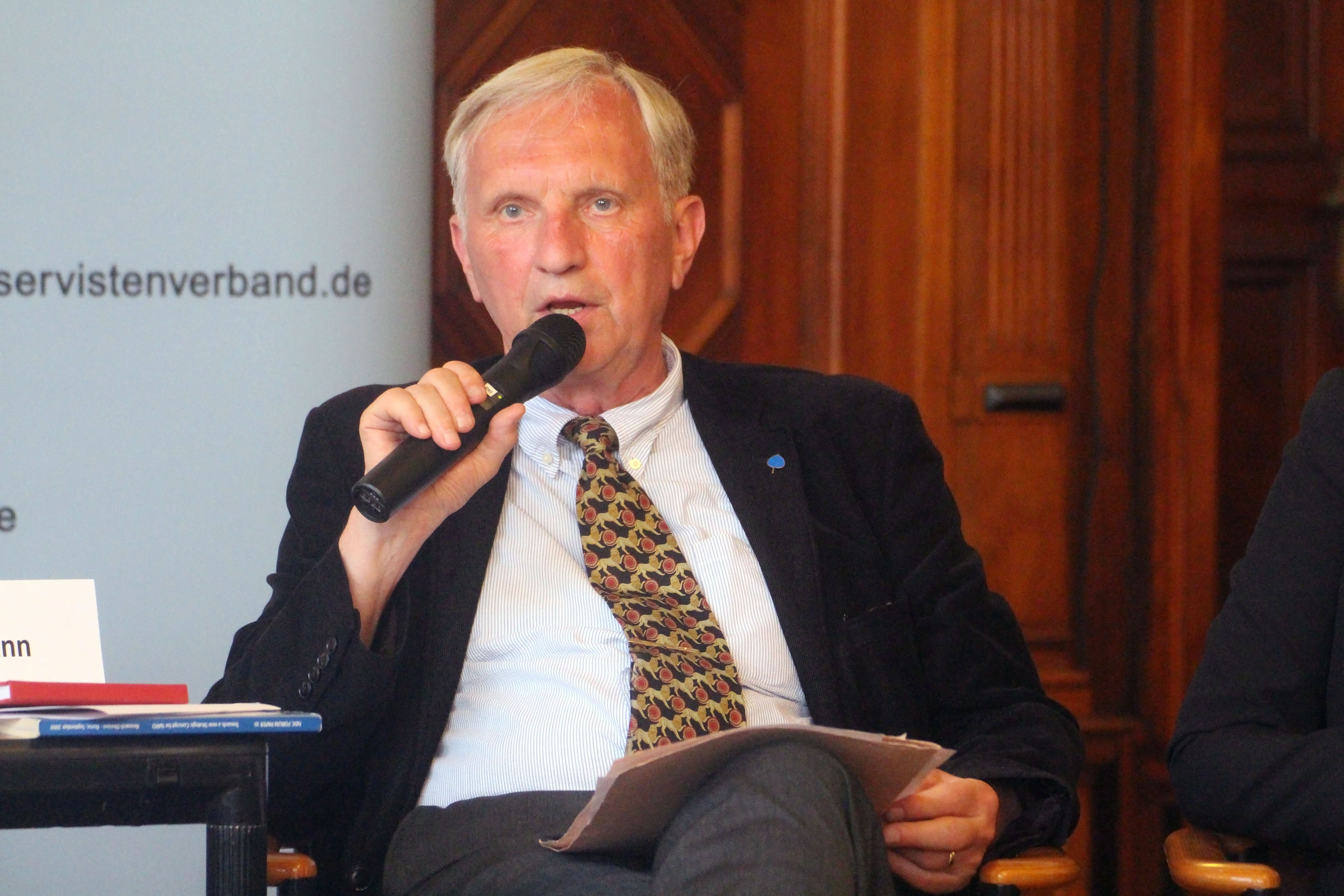
Klaus Wittmann (2014)

Klaus Wittmann (* 26. Oktober 1946 in Lübeck) ist ein deutscher Historiker, Publizist und Brigadegeneral a. D. der Bundeswehr.

## Leben
Wittmann erlangte 1966 in Ulm das Abitur. Im Anschluss trat er als Offizieranwärter in die Bundeswehr ein, ab 1968 war er Berufsoffizier. Freigestellt vom militärischen Dienst studierte er von 1971 bis 1976 Geschichte, Politische Wissenschaft und Soziologie an der Universität Hamburg. 1976 wurde er dort mit der Dissertation Schwedens Wirtschaftsbeziehungen zum Dritten Reich, 1933–1945 zum Dr. phil. promoviert, das Thema wurde durch Rainer Wohlfeil und Hans-Erich Volkmann angeregt. Ferner forschte er einjährig am International Institute for Strategic Studies (IISS) in London.
Von 1978 bis 1980 absolvierte er die Generalstabsausbildung (H) an der Führungsakademie der Bundeswehr (FüAkBw) in Hamburg. Er wurde Bataillons- (von 1985 bis 1988 des Raketenartilleriebataillons 112 in Delmenhorst) und Brigadekommandeur (von 1992 bis 1995 der Panzerbrigade 14 „Hessischer Löwe“ in Neustadt (Hessen)) und leistete militärpolitische Arbeit im Bundesministerium der Verteidigung (BMVg) und zuvor als Planungsstabsoffizier und Referatsleiter im Internationalen Militärstab (IMS) im NATO-Hauptquartier in Brüssel. Von 1996 bis 2000 war er Abteilungsleiter Militärpolitik beim deutschen NATO-Botschafter in Brüssel, von 2000 bis 2005 Direktor Lehre an der Führungsakademie der Bundeswehr und im Anschluss Direktor Academic Planning and Policy am NATO Defense College (NDC) in Rom. Im Oktober 2008 ging er nach 42 Dienstjahren bei der Bundeswehr in den Ruhestand.
Im Jahre 2009 war er verantwortlich für die Evaluierung an der Baltischen Verteidigungsakademie (BALTDEFCOL) in Tartu. Derzeit ist er Senior Fellow des Aspen Institut Deutschland in Berlin und hat einen Lehrauftrag am Historischen Institut an der Universität Potsdam inne. Wittmann veröffentlichte u. a. in der Zeitschrift für Außen- und Sicherheitspolitik, in WeltTrends, im Jahrbuch Innere Führung, in der Welt, in der Frankfurter Allgemeinen Zeitung, im Der Tagesspiegel, im Rheinischen Merkur, in der Berliner Zeitung und in The European.
Er ist Mitglied der Evangelischen Kirche Berlin-Brandenburg-schlesische Oberlausitz und war Mitglied der 10. Synode der Evangelischen Kirche in Deutschland und der Kammer für Öffentliche Verantwortung. Wittmann ist Mitglied des Kuratoriums des Weimarer Dreiecks und Vorstand der Orgel-Stiftung Petrikirche Riga.
Im August 2019 schrieb Wittmann einen offenen Brief, in dem er sein Befremden über das Engagement des Generalleutnants a. D. Joachim Wundrak für die Partei AfD zum Ausdruck brachte.

## Schriften (Auswahl)
Monografien
- Schwedens Wirtschaftsbeziehungen zum Dritten Reich, 1933–1945 (= Studien zur modernen Geschichte. Bd. 23). Oldenbourg, München u. a. 1978, ISBN 3-486-48411-7.

Beiträge in Sammelbänden
- Die Verteidigung im Bündnis. In: Uwe Hartmann, Christian Walther (Hrsg.): Der Soldat in einer Welt im Wandel. Ein Handbuch für Theorie und Praxis. Mit einem Vorwort von Roman Herzog, Olzog, München u. a. 1995, ISBN 3-7892-8250-2, S. 90–97.
- Gewandeltes Selbstverständnis und erweitertes Aufgabenspektrum – Der Weg zum neuen Strategischen Konzept der NATO. In: Heiner Timmermann, August Pradetto (Hrsg.): Die NATO auf dem Weg ins 21. Jahrhundert (= Dokumente und Schriften der Europäischen Akademie Otzenhausen. Bd. 104). Lit, Münster u. a. 2002, ISBN 3-8258-6314-X, S. 103–121.
- Berufsarmee oder Wehrpflicht – was braucht die Bundeswehr?. In: Joachim Krause, Jan C. Irlenkaeuser (Hrsg.): Bundeswehr – die nächsten 50 Jahre. Anforderungen an deutsche Streitkräfte im 21. Jahrhundert. Budrich, Opladen 2006, ISBN 3-86649-006-2, S. 75–92.
- Transformation und Anforderungsprofil des Offiziers. In: Wilfried Gerhard, Hans-Joachim Reeb (Hrsg.): Transformation der Streitkräfte im Kontext sicherheitspolitischer, gesellschaftlicher und organisatorischer Veränderungen (= Schriftenreihe des Wissenschaftlichen Forums für Internationale Sicherheit. Bd. 25). Edition Temmen, Bremen 2007, ISBN 978-3-86108-882-0, S. 139–146.
- Plädoyer für den Erhalt der Allgemeinen Wehrpflicht. In: Andreas Ahammer, Stephan Nachtigall (Hrsg.): Wehrpflicht – legitimes Kind der Demokratie (= Wissenschaft & Sicherheit. Bd. 7). BWV, Berlin 2010, ISBN 978-3-8305-1820-4, S. 230–239.
- Sicherheitspolitik im und für das Baltikum. In: Eckart D. Stratenschulte (Hrsg.): Das europäische Meer. Die Ostsee als Handlungsraum (= Europa-Analysen. Bd. 1). BWV, Berlin 2011, ISBN 978-3-8305-1873-0, S. 103–121.
- NATO's Genesis and Adaptation. From Washington to Chicago. In: Graeme P. Herdand, John Kriendler (Hrsg.): Understanding NATO in the 21st Century. Alliance Strategies, Security and Global Governance (= Contemporary Security Studies). Routledge, New York 2014, ISBN 978-0-415-43633-5, S. 16–32.
- Europäische Verantwortung und „Europäische Armee“. In: Fabian Forster, Sascha Vugrin, Leonard Wessendorff (Hrsg.): Das Zeitalter der Einsatzarmee. Herausforderungen für Recht und Ethik (= Wissenschaft & Sicherheit. Bd. 8). BWV, Berlin 2014, ISBN 978-3-8305-3380-1, S. 194–209.
- Genscher und der NATO-Doppelbeschluss. In: Kerstin Brauckhoff, Irmgard Schwaetzer (Hrsg.): Hans-Dietrich Genschers Außenpolitik (= Akteure der Außenpolitik). Springer VS, Wiesbaden 2015, ISBN 978-3-658-06650-5, S. 141–165.